# Wilhelm Stemmermann
Wilhelm Stemmermann (23 octobre 1888 à Rastatt - 18 février 1944 à Tcherkassy) est un General der Artillerie allemand qui a servi au sein de la Heer dans la Wehrmacht pendant la Seconde Guerre mondiale.
Il a été récipiendaire de la croix de chevalier de la croix de fer avec feuilles de chêne. La croix de chevalier de la croix de fer et son grade supérieur, les feuilles de chêne, sont attribués pour récompenser un acte d'une extrême bravoure sur le champ de bataille ou un commandement militaire accompli avec succès.

## Biographie
Wilhelm Stemmermann est tué le 18 février 1944 en essayant de s'extraire de la poche de Tcherkassy. Il lui est décerné à titre posthume les feuilles de chêne à sa croix de chevalier.

## Promotions
| Fahnenjunker           | 26 juin 1908      |
| Leutnant               | 19 novembre 1909  |
| Oberleutnant           |                   |
| Hauptmann              |                   |
| Major                  |                   |
| Oberstleutnant         | 1er février 1934  |
| Oberst                 | 1er mars 1936     |
| Generalmajor           | 1er août 1939     |
| Generalleutnant        | 1er août 1941     |
| General der Artillerie | 1er décembre 1942 |

## Décorations
- Croix de fer (1914)
  - 2e classe
  - 1re classe
- Croix d'honneur
- Médaille de l'Anschluss
- Médaille des Sudètes avec barrette du château de Prague
- Agrafe de la croix de fer (1939)
  - 2e classe (12 septembre 1939)
  - 1re classe (23 septembre 1939)
- Insigne des blessés (1939)
  - en noir
  - en argent
- Insigne de combat général avec numéro 25
- Médaille du front de l'Est
- Médaille de service de la Wehrmacht
- Croix allemande en or (21 août 1942)
- Croix de chevalier de la croix de fer avec feuilles de chêne
  - Croix de chevalier le 7 février 1944 en tant que General der Artillerie et commandant du XI. Armeekorps[1]
  - 399e feuilles de chêne le 18 février 1944 en tant que General der Artillerie et commandant du XI. Armeekorps[2]
- Mentionné 2 fois dans le bulletin radiophonique Wehrmachtbericht les 20 et 22 février 1944